# Houzz
Houzzとは建築、インテリアデザイン、装飾、ランドスケープデザイン (en) 、家の修繕に関するウェブサイトおよびオンラインコミュニティである。Houzzのプラットフォームとモバイルアプリケーションには、家の内装や外装の写真、建築家やインテリアデザイナー、家屋設計専門家が執筆した記事、お勧めの商品が掲載されているだけでなく、ユーザーフォーラム機能もある。運営企業としてのHouzzは2009年にアメリカ合衆国カリフォルニア州パロアルトに設立した。

## 歴史
共同創設者のアディ・タタルコとアロン・コヘンが自身の改装プロジェクトの結果として2009年2月にサイトを立ち上げた。雑誌の目についたページを切り抜いてファイルにすることに疲れるため、建設、改装、装飾の過程にある人々のためのオンライン写真データベースを立ち上げることになった。2010年にiPad版アプリケーションを、Android版アプリケーションを2012年12月に公開した。2013年8月、iPhone/iPad版のダウンロード数と、ウェブサイトの写真数がそれぞれ100万を突破した。

### 投資
2010年9月、タタルコとコヘンはファーストラウンドファンディングで200万ドルを確保し、パロアルトにあるオフィスのスタッフ募集を開始した。このラウンドを仕切ったのはオーレンズキャピタルのオーレン・ジーブでHouzzの取締役に就任した。
2011年、セコイアキャピタルなどの投資家によるシリーズBラウンドで1,160万ドルを確保した。また、セコイアのベンチャー投資家でザッポスのシニアエグゼクティブだった上級経営幹部だったアルフレッド・リンがHouzzの取締役に就任した。
2013年、ニューエンタープライズアソシエイツ(NEA)とGGVキャピタルによる3,500万ドルのシリーズCラウンドにセコイアキャピタルとコムキャストベンチャーズ、クレイナー・パーキンス・コーフィールド・アンド・バイアーズ (KPCB)、デビッド・サックスが参加した。
2014年、セコイアによる1億6,500万ドルの投資ラウンドに既存投資者のオーレン・ジーブ、NEA、GGVキャピタル、KPCBだけでなく新たな投資者としてDSTグローバルとT・ロウェ・プライスが参加した。
2017年6月、Onebox Newsが同社がシリーズE、時価総額43億ドルで4億ドルを調達したことを確認した。同ステージではマーク・ザッカーバーグなどの資産運用を手がけるアイコニック・キャピタルがリードした。

## 家のデザイン写真データベース
2014年12月時点で、Houzzには100万枚以上の家のインテリアとエクステリアの写真が掲載されている。

## 編集コンテンツ
パロアルトの編集スタッフと寄稿者が毎日のようにHouzzのホームページとニュースレターにデザイン関連記事を書いている。

## プロフェッショナルの目録
Houzzには家主とサイトを繋ぐ為にしようされるリフォームのプロフェッショナル目録がある。

## 評価
CNNはHouzzを「今週のアプリケーション」に選出した時に「インテリアとエクステリアのサイトのウィキペディア」と、リアル・シンプル誌は「雑誌の写真をクリップするのと同等のをオンラインで実現した」と
、ブルームバーグ・ビジネスウィークは「住宅不況へのオンラインアンチドート」と、アーキテクチュラル・ダイジェストは「このアプリケーションはあなたの想像力を掻き立てる」と、TechCrunchは「成功に繋げられるまともなアイデアを生み出すために登場した」と、マーキュリーニュースは「ファイルをスワイプするだけでアイデアを見つけることができ、コメント機能を通してあなたと建築家と繋げることができる」と評した。

## 影響
村田マリが作った日本の住まい特化型キュレーションサイト「iemo」は「Houzz」を参考にしている